# 綠黨 (法國)
法國綠黨（法語：Les Verts，IPA：[le vɛʁ]，缩写为VEC或LV）成立於1984年。2010年11月13日，該黨與歐洲生態合併為「歐洲生態－綠黨」。

## 歷史

### 早期
74年起環境保護運動成為法國政治界的特色之一，他們參與各個選舉:市鎮、全國和歐洲層級。
杜蒙參選總統後至綠黨成立前，環境保護主義者以「生態78」、「生態歐洲」、「今日生態」等名意參選。1982年，「生態黨」與「生態聯盟」合併成為綠黨。在安東尼·威希特（Antoine Waechter）領導下，該黨在1986年打破法國政治傳統分界，聲明環境保護運動可以不與左、右派結合（知名口號「不右、不左」（ni droite, ni gauche））。威希特隨後參選1988年法國總統選舉，獲得115萬張選票（3.8%）支持。1989年歐洲議會選舉，綠黨拿下突破性的10.6%選票。
然而，綠黨與左派社會黨結盟，當時環境部長布里斯·拉隆德（Brice Lalonde）領導的生態世代。1992年大區選舉，綠黨獲得6.8%的選票，並拿下北部-加來海峽執政權。1993年法國議會選舉，該黨獲得4.1%的票數，生態政黨共拿下11%。

### 參與政府
威希特的影響力在1994年受到質疑，綠黨決議打破他的不結盟政策，採取顯著左派的立場。這項動作促使威希特離開綠黨，成立獨立生態運動。1995年總統大選，多米尼克·瓦納（Dominique Voynet）在生態世代邊緣化下拿到3.8%的選票，綠黨獲得法國生態政治界的主導權。
作為複數左派（Plural Left）成員，綠黨在1997年法國議會選舉中順利進入議會。多米尼克·瓦納進入利昂內爾·若斯潘內閣，擔任環境與區域計畫部長，2001年由伊夫·高歇（Yves Cochet）接任。
法國五月風暴領導人丹尼爾·孔-本迪領導綠黨參選1999年歐洲議會選舉，以9.7%的支持度獲得9席。
阿蘭·利皮耶茲（Alain Lipietz）最初被選為2002年法國總統選舉參選人，但因表現不佳而被諾艾爾·馬梅爾（Noël Mamère）取代。馬梅爾的5.25%得票率創下綠黨最高紀錄。但綠黨在接下來的議會選舉僅獲得4.51%，席次只剩3席。
2002年重回在野黨後，吉列·勒梅爾（Gilles Lemaire）擔任秘書長，任內黨內鬥爭不斷。之後，揚·維林（Yann Wehrling）就任，勾勒出多數黨員希望的政黨方向。
2004年歐洲議會選舉，綠黨以8.43%的支持率拿下6席。
2005年《歐洲憲法》公投，該黨表達贊成立場。
2007年法國總統選舉，綠黨提名多米尼克·瓦納為候選人，但1.57%的低得票率創綠黨新低，也是1974年雷內·杜蒙參選總統大選以來的新低。綠黨拒絕社會黨為2007年法國議會選舉提出的選舉協議。然而，在諾艾爾·馬梅爾、伊夫·高歇和瑪汀娜·比拉德（Martine Billard）等人的選區，社會黨未派出候選人。綠黨目前在國民議會擁有4席，與法國共產黨同為民主與共和左派（Gauche démocrate et républicaine, GDR）黨團。
2009年歐洲議會選舉，綠黨為歐洲生態聯盟成員之一。2010年11月，綠黨與歐洲生態聯盟合併為歐洲生態－綠黨。

## 派系
綠黨黨內根據政治立場與選舉策略可分成許多派系：
- 威希特派（環境保護主義、社會自由主義、中間派）：前領袖威希特的支持者，大部分加入獨立生態運動，一部份加入民主運動（尚-路克·貝納米亞斯（Jean-Luc Bennahmias）、揚·維林）
- 綠色左派（生態社會主義、民主社會主義、毛澤東主義）：包括瑪汀娜·比拉德等人

目前賽希爾·杜弗洛（Cécile Duflot）等領導階層與多米尼克·瓦納、伊夫·高歇和諾艾爾·馬梅爾被認為界於上述兩派之間。

## 民意支持
綠黨票倉主要在於都會地區，特別是大巴黎地區、布列塔尼和法國西部、羅納-阿爾卑斯和亞爾薩斯部分地區。2009年歐洲議會選舉中，綠黨創下最佳成績，除了科西嘉是科西嘉民族黨（PNC）支持以外，巴黎市（27.41%）、上薩瓦省（20.26%）、德龍省（21.75%）、伊澤爾省（21.64%）、上塞納省（20.74%）、伊勒-維萊訥省（20.59%）、大西洋羅亞爾省（20.16%）。該黨也在大型、富裕都會中心表現出色，如雷恩與格勒諾布爾。綠黨在農村地區，也是對手打獵、捕魚、自然、傳統（Chasse, Pêche, Nature, Traditions, CPNT）票倉地區表現較弱。他們同樣在工業或貧困都會地區表現不佳，如2009年在以礦業為主的加來海峽省只拿到9.33%。

## 外部連結
- （法文） 官方網站
- 歐洲綠黨政黨檔案